# Reederei Riedel

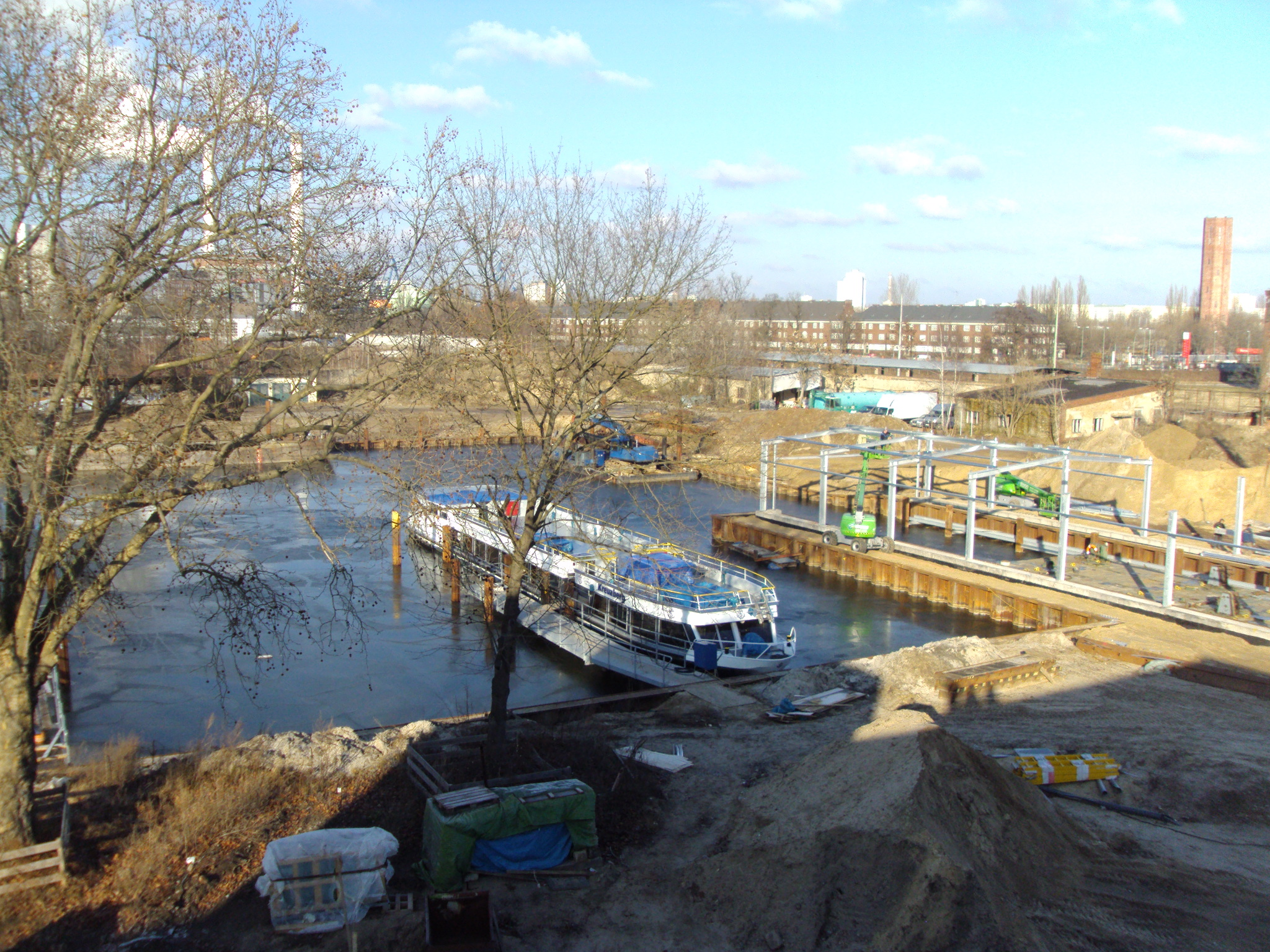
Im Jahr 2012 wurde in Berlin-Rummelsburg ein neuer Hafen in Betrieb genommen;
Fahrgastschiff Kreuzberg

Die Reederei Riedel GmbH ist ein Fahrgastschifffahrtsunternehmen in der deutschen Hauptstadt Berlin und ehemals in Halle (Saale) in Sachsen-Anhalt. Das Unternehmen wurde im Jahr 1971 durch Margarete und Heinz Riedel unter der Bezeichnung Reederei Heinz Riedel in West-Berlin mit Stammsitz in Berlin-Kreuzberg gegründet, ab 2012 verlegt zum neu angelegten Hafen Rummelsburg.

## Geschichte
Mit dem Wegfall der Berliner Mauer konnte die Reederei, die bis dahin hauptsächlich auf den Wasserstraßen im westlichen Berlin unterwegs war, die Besichtigungstouren auf alle Berliner Flüsse und Kanäle ausdehnen. 1996 erwarb die Familie Freise das Familien-Unternehmen und gründete die Reederei Riedel GmbH. Im Lauf der Zeit erwarben die Reeder weitere Schiffe und stellten neue Mitarbeiter ein. Ab 1997 begann eine schrittweise Modernisierung der Flotte und ab 2003 wurden sechs neue Schiffe in Dienst gestellt. So ist die Reederei seit 2008 mit 16 Fahrgastschiffen und 38 Anlegestellen im Berliner Stadtgebiet nach der Stern und Kreisschiffahrt die zweitgrößte Fahrgastreederei Berlins. Seit Januar 2020 sind Uwe Fabich und Holger Jackisch neue Besitzer der Reederei Riedel. Sie besitzen bereits das neben dem Firmensitz der Reederei Riedel gelegene Funkhaus Nalepastraße.
Bernhard Freise, Bruder der ehemaligen Berliner Geschäftsführer, betrieb die eigenständige Reederei Riedel GmbH Halle in Halle an der Saale. Die Fahrten dort fanden zwischen Bernburg und Merseburg auf der Saale statt. Nach Insolvenz wurden die eingesetzten Schiffe 2019 verkauft.

## Service der Reederei in Berlin
Es werden verschiedene Fahrten werden angeboten, die vorrangig im Stadtgebiet von Berlin auf der Spree, dem Landwehrkanal sowie deren Verbindungskanälen stattfinden. Zusätzlich zu den festen Routen können Schiffe von Unternehmen oder Privatpersonen gechartert werden. Die Reederei fördert soziale Projekte wie das Corporate Social Responsibility (CSR) im Berliner Verband der Klein-Unternehmer.

## Schiffsbestand der Reederei April 2022
Insgesamt betreibt das Unternehmen mehrere Fahrgastschiffe auf Berliner Gewässern.
Die Reederei hat das Schiff Spree-Diamant zu Beginn der 2010er Jahre mit Rußpartikelfiltern ausrüsten lassen, auch das Schiff Kreuzberg erhielt einen solchen Filter. Die von den Dieselmotoren ausgestoßenen Feinstaubpartikel werden somit um bis zu 97 Prozent reduziert. Im Zuge der Diskussion um die Umweltverschmutzung in Innenstädten ist dies ein wichtiger Beitrag der Schiffseigner.
| Schiffsname   | Baujahr | Gesamt- plätze | Plätze innen | Länge/Breite in Metern | frühere(r) Name(n) | Erklärung | Bild |
| ------------- | ------- | -------------- | ------------ | ---------------------- | ------------------ | --- | ---- |
| Schöneberg    | 1963    | 290            | 120          | 39,32 / 5,77           | Helena             | Gebaut auf der Werft Büsching & Rosemeyer in Minden. Das Schiff wurde zu Beginn der 2010er Jahre modernisiert. |      |
| Spree-Comtess | 2002    | 330            | 180          | 43,10 / 7,00           |                    | |      |
| Rixdorf       | 1963    | 180            | 060          | 30,70 / 5,24           | Spreekieker; Gruga | |      |

## Inaktive bzw. nicht auf der Firmenwebsite gelistete Schiffe (April 2022)
| Schiffsname      | Baujahr     | Gesamt- plätze | Plätze innen | Länge/Breite in Metern | frühere(r) Name(n)                              | Erklärung | Bild                                        |
| ---------------- | ----------- | -------------- | ------------ | ---------------------- | ----------------------------------------------- | --- | ------------------------------------------- |
| Blue-Star        | 1994        | 120            | 070          | 25,70 / 5,10           | Capt. Cook                                      | |                                             |
| Spree-Athen      | 1949        | 250            | 090          | 31,60 / 5,72           | Dockenhuden                                     | |                                             |
| Spree-Blick      | 2004 / 2006 |                | 030          | 21,20 / 7,00           |                                                 | Ehemaliges antriebsloses schwimmendes Restaurant an der Hansabrücke, stillgelegt (April 2022) im Hafen Rummelsburg. |                                             |
| Spree-Blick I    | 2006        | 130            | 100          | 29,50 / 7,00           |                                                 | |                                             |
| Spree-Blick II   | 2006        | 130            | 100          | 29,50 / 6,98           |                                                 | |                                             |
| Spree-Blick III  | 2006        | 130            | 100          | 30,10 / 7,00           |                                                 | |                                             |
| Spree-Perle      | 1954        | 180            | 060          | 28,66 / 5,00           | Lindenwirtin; Stadt Wertheim; Saarland; Cigogne | |                                             |
| Spree-Diamant    | 2005        | 180            | 110          | 34,18 / 6,98           |                                                 | Dieses Schiff erhielt am 22. August 2013 die Auszeichnung „sauberstes Fahrgastschiff Berlins“. Der Umweltpreis wurde vom BUND für Binnenschiffe entwickelt und berücksichtigt, dass nicht nur der Antriebsmotor, sondern auch das Stromaggregat mit einem Dieselpartikelfilter ausgestattet wurden. |                                             |
| Spree-Prinzessin | 1953        | 250            | 095          | 39,90 / 4,93           | Brigitte                                        | |                                             |
| Spree-Lady       | 1966        | 190            | 070          | 29,60 / 5,60           | Goethe; Gräfin Lauretta; Fürst Bismarck         | |                                             |
| Spree-Nixe       | 1912        |                |              | 21,20 / 4,40           | Mozart; Rex                                     | Werkstattschiff |                                             |
| Köpenick         | 1993        | 250            | 150          | 47,31 / 6,37           | Prins Hendrik                                   | Gebaut in den Niederlanden auf der Scheepswerft Grave B.V.; bei Riedel seit 2013 im Einsatz. |                                             |
| Kreuzberg        | 2003        | 290            | 120          | 39,00 / 6,54           |                                                 | | Die Kreuzberg auf der Spree am Schlossplatz |
| Rummelsburg      | 1998        | 250            | 160          | 47,85 / 6,35           | Princehaven                                     | Gebaut in den Niederlanden auf der Scheepswerft Grave B.V.; von Riedel seit 2013 im Einsatz. | Rummelsburg                                 |
| Kehrwieder       | 1902        | 290            | 180          | 41,46 / 6,42           | Kehrwieder II; Reiherstieg; Neuhof              | Neuhof als Dampfschiff; als Reiherstieg Umbau zum Dieselmotorschiff, ab 2017 Restaurantschiff, später nach Prag verkauft |                                             |

## Spree-PrinzessinalsBerliner Märchenschiff
Die Geschäftsleitung der Reederei führte 2004 als besonderes Angebot das Vorlesen von europäischen Fabeln und Märchen an Bord eines ihrer Schiffe ein. Seitdem fährt die Spree-Prinzessin jedes Jahr im Frühjahr oder Sommer als Arche Europa auf den Berliner Gewässern. Die Aktion wird unterstützt von der Bundesregierung, von Politikern, von Diplomaten, von Künstlern sowie vom Verein Märchenland.

## In Halle (ehemals)
| Schiffsname | Anzahl Plätze gesamt | Baujahr                        | Länge/Breite in Metern | frühere(r) Name(n) | Bild |
| ----------- | -------------------- | ------------------------------ | ---------------------- | --- | ---- |
| Stadt Halle | 290                  | 1928                           | 39,82 / 5,78           | Kreuzberg, Cookie, Santa Flora, Baldur (Dampfschiff), Helgoland (Dampfschiff) (stand ab Oktober 2021 zum Verkauf und heißt mittlerweile Lexator) |      |
| Elfe        | 180                  | 1937                           | 25,70 / 4,18           | Stadt Merseburg, Elfe |      |
| Rheinpfalz  | 250                  | 1909 als DS / 1955 motorisiert | 32,37 / 5,24 / 1,51    | Dorothee (nicht einsatzfähig) |      |
| Peißnitz    | 124                  | 1979                           | 28,50 / 5,10 / 0,90    | Binnenfahrgastschiff (BiFa) Typ III, ENI 05609530, im Sommer 2016 Eignerwechsel nach Kraków in Polen, neuer Name Patria                          |      |